# Cabo Caccia
El Cabo Caccia (en italiano: Capo Caccia) es un promontorio imponente de piedra caliza situado en el noroeste de la isla de Cerdeña, con vistas a la bahía de Alghero, y al otro promontorio de piedra caliza de Alghero, Punta Giglio, que encierra el gran golfo de Porto Conte. Allí se encuentra la estación meteorológica de Cabo Caccia y, debido a su ubicación tiene un faro, que por su altura, de 186 metros sobre el nivel del mar, es uno de los más visibles a la distancia, aproximadamente a 34 millas, del resto de Italia.